# Николай Нинов (журналист)
Вижте пояснителната страница за други личности с името Николай Нинов.
Николай Н. Нинов е български писател, журналист, пътешественик.

## Биография и творчество
Роден е 1955 в гр. Червен бряг. Завършил е френска филология във ВТУ „Кирил и Методий“. Работил е като главен редактор на сп. „Хай клуб“ и сп. Story, като заместник главен редактор на в. „1000 дни“ и в. „Стандарт“, отговорен редактор на в. „Неделен Стандарт“ и на сп. BusinessWeek България. 
Основател на журналистическата мрежа към Програма „Достъп до информация“. Носител на Годишната награда на СБЖ (1996).
Първата публицистична книга на Николай Н. Нинов „Лихва за лятото“ е подготвена от „Профиздат“ през 1987 г. По негов сценарий е реализиран и документалният филм „Вечният двигател“, представен същата година на XV международен кинофестивал в Москва. Четири години по-късно ИК „Ив. Вазов“ издава книгата му с документална проза „Девет мъжки драми“ (1991). „Без папийонка в Нощта на Сезарите“ (ИК „Янчев и сие“) е плод на срещите на Николай Н. Нинов с артистичния елит на Париж. Книгата излиза 1994, а допълненото издание „Френска връзка“ (2007) е дело на издателство „Рива“, издало и романа „Жиголо“ (2000) от същия автор.
Николай Н. Нинов е автор и на книгите „Повторени сънища“ (2015), „Времето гледа с десет очи“ (2017) „Намерени от чудесата“ (2019), "Видения от древността" (2022) и "Маршът на идолите" (2024) издадени от ИК „Сиела“.
Сред именитите събеседници на Николай Н. Нинов са писателите Ърскин Колдуел, Джеймс Олдридж, Еманюел Роблес, Сергей Михалков и Пиер Гамара; режисьорите Клод Соте, Ив Робер, Робер Осен и Феликс Фалк; актьорите Жан Маре, Даниел Дарийо, Жан-Луи Трентинян, Филип Ноаре, Жерар Депардийо, Клод Брасьор, Жан Рошфор, Фани Ардан и Пенелопе Крус; тв водешият Бернар Пиво; спортистите Еди Меркс, Йохан Кройф и Гари Линекер; певецът Чеслав Ниемен; хирурзите проф. Бернар Дьовошел (автор на първата трансплантация на лице в света през 2005 и на деветата през 2009) и проф. Лоран Лантиери (извършил третата и петата трансплантация на лице през 2007 и 2009 г.).

## Произведения
- Лихва за лятото (1987)
- Девет мъжки драми (1991)
- Без папийонка в Нощта на Сезарите (1994)
- Жиголо (2000)
- Френска връзка (2007)
- Повторени сънища (2015)
- Времето гледа с десет очи (2017)
- Намерени от чудесата (2019)
- Видения от древността (2022)
- Маршът на идолите (2024)